# JOELib
JOELib  es un sistema experto químico software libre que se utiliza principalmente para convertir formatos de archivo químico. Debido a su fuerte relación con la informática, este programa pertenece más a la categoría de quimioinformática que a la de modelado molecular. Se encuentra disponible para Windows, Unix y otros sistemas compatibles con Java. Se distribuye bajo licencia GPL.

## Historia
JOELib y OpenBabel se derivan de la biblioteca OELib de quimioinformática.

## Logotipo
El logotipo del proyecto es simplemente la palabra JOELib escrita en los caracteres del alfabeto tengwar creado por el escritor británico de fantasía J. R. R. Tolkien para escribir sus lenguas artísticas, particularmente el quenya y el sindarin. Las letras se agrupan como JO-E-Li-b. Las vocales normalmente se agrupan con una consonante, pero dos vocales seguidas deben estar separadas por una construcción auxiliar.

## Principales características
- Sistema experto químico
- Consultas y búsqueda (basada en SMARTS, una extensión de SMILES)
- Detección de clique
- QSAR
  - Minería de datos
  - Minería de molécula (caso especial de Minería de datos estructurada)
- Cálculo de función/descriptor
  - Coeficiente de reparto (log P)
  - Regla de cinco
  - Cargas parciales
  - Cálculo de huellas digitales (fingerprints)
  - etc.
- Formato de archivo químico
  - Formato MDL Molfile, formato SD
  - SMILES
  - GAUSSIANO
  - Lenguaje de marcado químico (CML)
  - MOPAC